# お好み村
お好み村（おこのみむら）は、広島県広島市中区新天地5-13にある、広島風お好み焼きのフードテーマパーク。広島 お好み村（ひろしま おこのみむら）とも呼ばれる。「フードテーマパーク」という言葉が一般化する前より営業し、フードテーマパークというよりも、お好み屋の集合体という方が正しいかもしれない。運営団体は広島お好み村組合。
日本経済新聞が2004年4月に行った「家族で行くフードテーマパーク」投票で全国1位に選ばれた。

## 歴史

### 屋台時代
戦後まもなくの1950年頃、中央通りに屋台群が発生。これがお好み村のルーツである。当時はお好み焼きの屋台だけでなく、ラーメンなどの屋台もあったようである。お好み焼きの屋台が林立する状態を見て、作家のきだみのるが「まるでお好み村みたいだね」と言ったことが「お好み村」の名前の由来である。1957年に西新天地広場（現在のアリスガーデン）と東新天地広場（現在の新天地公園）に移り、50軒近くの屋台が営業していた。1965年に公園として整備される際に屋台は立ち退きとなり、その時に「みっちゃん」「麗ちゃん」「善さん」「へんくつや」は独自に移転先を見つけたが、14店は移転先を見つけられず、広島市との妥協案で1965年12月にお好み村を設立した。発案者は初代村長になる「ちいちゃん」の古田正三郎と地元の食品卸問屋「住田」の住田一也である。

### 旧建物時代
1967年に「住田」が西新天地広場の対面側の土地（現在地）にプレハブ風の2階建て、延べ床面積260平方メートルの簡単鉄骨構造の建物を建て、お好み村を復活させた。当時は14店が営業していた。その後、修学旅行のコースに組み込まれ観光名所になり、県外客が来客者の7割を占めるようになる。
しかし、簡易構造による建物の老朽化の進行、広島市消防局からの指導、そして1994年にアジア競技大会を控えていたことから、1990年11月にお好み村は一時閉鎖。中町の駐車場に作られた仮店舗での営業になる。

### 現在のお好み村
1990年10月に家主の「住田」が、隣接する駐車場の地主と共同で新お好み村の建設を発表した。敷地面積は倍の460平方メートル、鉄筋コンクリート構造の7階建て、延べ床面積2260平方メートルに拡大すると発表された。お好み村は2階および3階に設け、これまでの14店に加えて6店の新規出店を決定、また4階以上は飲食テナントが入る予定であった。
1992年1月に建物が完成し、「新天地プラザ」と呼ばれる複合ビルになった。鉄筋コンクリート構造の7階建て、延べ床面積2263平方メートル。お好み村は当初の予定より拡大して2階から4階に設けられ、お好み村の床面積は1000平方メートル、店の数が27に増えた。現在、1階にはお好み焼き以外の飲食店が3店、5階および6階にはカラオケ店、7階には居酒屋が入居している。

## 特徴
お好み村ではサンフーズのソースが公認ソースとして全店で使われている。2軒隣にあるお好み共和国 ひろしま村はオタフクソースを公認ソースとしており、ひろしま村が出来た時にソース対決と話題になった。両者は競合関係になる。
なお、『お好み村』と『お好み共和国 ひろしま村』の間には、どちらにも属さない『本家 村長の店』というお好み焼き店が在る。

## 営業している店舗
2階に8店、3階に8店、4階に7店の合計23店が営業している。

### 2階
- 山ちゃん
- カープ
- 桃太郎
- さらしな

- 新ちゃん
- 文ちゃん
- ちぃちゃん
- 八昌

### 3階
- てっ平
- かずちゃん
- たけのこ
- ひろちゃん

- 水軍
- 一絆
- 将ちゃん
- ロン

### 4階
- 焼道楽
- ええがい
- かえるっ亭
- 大丸堂

- 八戒
- あとむ
- 厳島

## 交通アクセス
- 広島電鉄本線・八丁堀電停より徒歩3分
- 周辺にはヤマダ電機広島本店、パルコ広島店がある。

## テーマ曲
- お好み村がリニューアルした時に、地元タレントの兼永みのりがテーマ曲を2曲歌っている。CDおよびテープはお好み村で買うことが出来る。
  - OKONOMI-YAKI de HIROSHIMA
  - お好み村音頭